# Park Tarnogajski

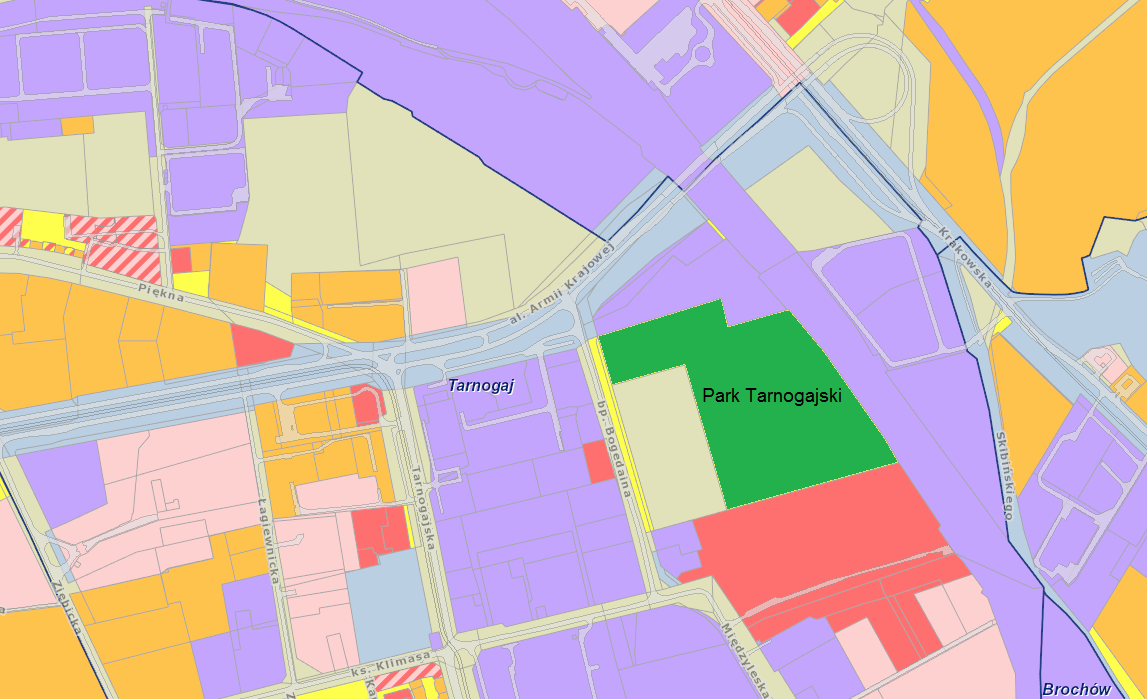

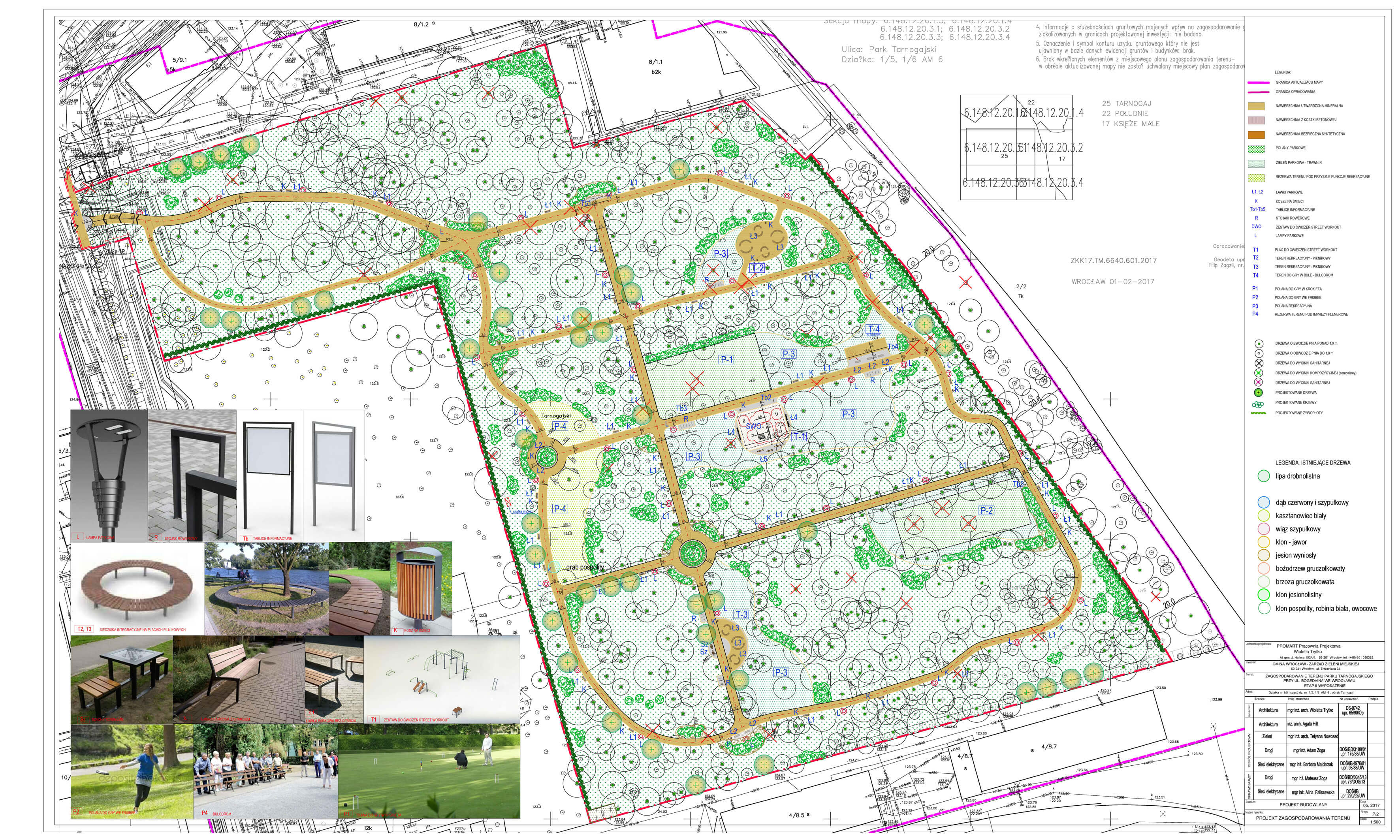

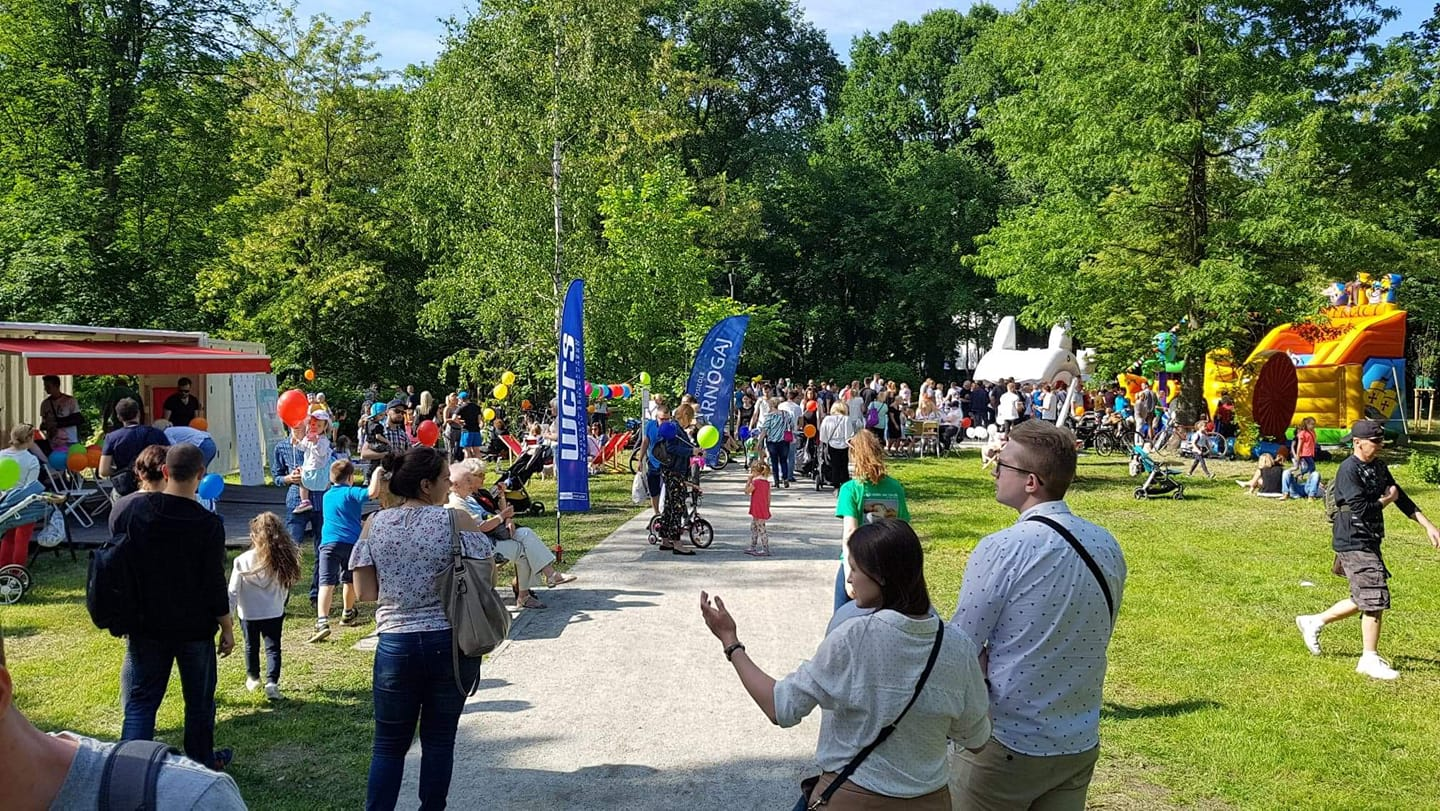

Park Tarnogajski – park miejski położony w południowo-wschodniej części Wrocławia na terenie osiedla Tarnogaj. Znajduje się pomiędzy ulicami Bogedaina, Armii Krajowej, Klimasa a torami kolejowymi. 16 czerwca 2016 Rada Miasta Wrocławia oficjalnie nadała mu nazwę. Park został utworzony dzięki środkom z Wrocławskiego Budżetu Obywatelskiego wygranym w 2015 i 2016 roku na terenie dawnego Cmentarza św. Bernardyna. Oficjalne otwarcie parku nastąpiło 19 maja 2018 roku.

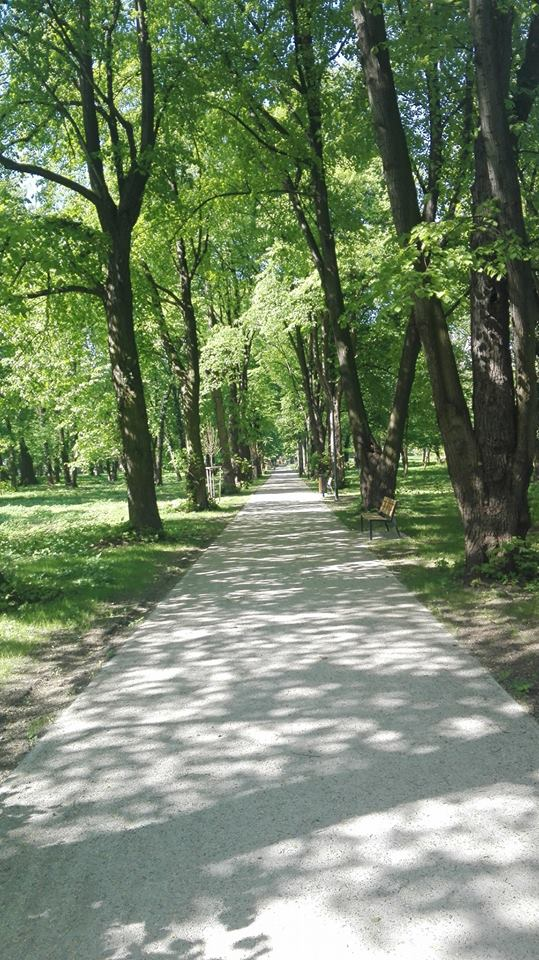

Powierzchnia parku to około 5,5 ha.